# Cosmetica del nemico
Cosmetica del nemico è un romanzo della scrittrice belga Amélie Nothomb. Ambientato interamente nell'arco di poche ore nella sala d'aspetto di un aeroporto, è costruito come un lungo dialogo drammatico tra due personaggi.
Il titolo è tratto dalla semantica della parola “cosmetica”: «La cosmetica è la scienza dell'ordine universale, la morale suprema che determina il mondo», dice il protagonista Texel, «Non è colpa mia se gli estetisti hanno recuperato questa parola ammirevole».

## Trama
In un aeroporto francese il signor Jérome Angust, in viaggio per lavoro, è costretto a attendere alcune ore nella sala d'aspetto perché la partenza del suo volo è dilazionata. Viene avvicinato da un importuno che comincia a parlargli senza preoccuparsi del fatto che per passare il tempo stia leggendo.
Angust cambia posto, ma l'uomo lo perseguita costringendolo a ascoltare. Non serve a nulla allontanarsi, tapparsi le orecchie, protestare, astenersi dal rispondere. Angust deve rassegnarsi, anche se continua con risposte salaci a provocare l'intruso.
L'uomo, un olandese che dice di chiamarsi Textor Texel, comincia a raccontare la propria vita, e si rivela un personaggio assolutamente detestabile. Per niente amato dai genitori, iniziò da piccolo a provare attrazione per tutto ciò che è ripugnante. È convinto di avere ucciso un compagno di scuola che attirava tutte le simpatie della classe, pregando Dio per la sua morte. Cresciuto, e invaghitosi di una bella ragazza vista al cimitero di Montmartre, la sequestrò e violentò. Angust cerca di fargli capire quanto sia moralmente ripugnante imporsi sempre con la violenza sugli altri, verbale o fisica, ma Texel sembra non provare alcuna empatia per il prossimo.
Assolutamente convinto di non avere nulla da rimproverarsi, e incapricciato della bella che aveva sequestrato e stuprato, Texel racconta di averla cercata per i dieci anni seguenti, percorrendo in lungo e in largo non solo i cimiteri ma tutte le strade di Parigi.
Nel 1989 la rivede fortunosamente nel cimitero di Père-Lachaise e la avvicina, lei non lo riconosce: anzi crede che sia conoscente del marito, gli chiede notizie della moglie e lo invita a prendere il tè a casa.
Il giorno successivo Texel si presenta all'appuntamento da solo, adducendo una scusa per la moglie. La sua ex vittima lo riconosce dalla risata. Texel la invita a prendersi una vendetta su di lui, uccidendolo. Malgrado le abbia rovinato la vita, la donna (che rifiuta di rivelargli il proprio nome) vuole solo dimenticarlo. Esasperato, Texel la uccide con un coltello. Nessuno l'ha visto arrivare, non può essere incriminato, tanto è vero che dieci anni dopo è ancora a piede libero.
Angust ascolta disgustato la confessione, vuole chiamare la polizia ma Texel gli fa capire che non ha alcuna prova. Solo quando gli rivela di avere scoperto dal giornale il nome della sua vittima, Isabelle, Angust capisce che si tratta di sua moglie assassinata dieci anni prima. Texel ha fatto di tutto perché lui prendesse questo volo per Barcellona, e poi ha telefonato avvisando di una bomba a bordo per provocare un ritardo in modo da raccontargli la propria storia.
Texel chiede che sia Angust a vendicarsi togliendogli la vita, lo invita a seguirlo nei bagni, dove non offrirà resistenza. Angust rifiuta sdegnosamente, anzi chiama la polizia e accusa l'uomo di omicidio. Gli agenti però lo prendono per pazzo, lo ammoniscono e se ne vanno. Non c'è nessuno seduto acanto a lui nella sala d'aspetto. Texel rivela di essere la sua coscienza, il suo nemico interiore. È Angust che ha assassinato la moglie Isabelle, esattamente 10 anni prima, il 24 marzo 1989.
L'uomo stenta a credere a ciò che sente. Texel allora lo invita a liberarsi di lui. Davanti agli occhi attoniti degli altri passeggeri in attesa, Angust si getta contro il muro ripetutamente fino a fracassarsi la testa.

## Edizioni
- Amélie Nothomb, Cosmetica del nemico, Voland, 2003, ISBN 9788888700007.